# Hiddekaamp
Hiddekaamp (Nederlands: Heidekamp; ook wel: De Kaamp) genoemd, was een buurtschap gelegen net buiten Oosterwolde (Friesland).

## Geschiedenis
De Hiddekaamp is in 1851 opgericht door de naamgever Hidde Wytzes de Jong.
Door zijn nazaten was de Hiddekaamp door de jaren heen tot ongeveer 1950 geleidelijk uitgebouwd tot een nederzettinkje van uiteindelijk ca. 9 huisjes en woonwagens. Deze huisjes en woonwagens stonden verspreid over het gebied.